# 梶川信行
梶川 信行（かじかわ のぶゆき、1953年7月31日 - ）は、日本の国文学者。日本大学特任教授。

## 来歴
東京都世田谷区生まれ。1976年日本大学文理学部国文学卒業、1981年同大学院文学研究科博士後期課程満期退学科、神奈川県立橋本高等学校教諭、1984年近畿大学教養部専任講師、1988年助教授、1995年日本大学文理学部助教授、1996年教授。1997年『万葉史の論 山部赤人』で上代文学会賞受賞。1999年「万葉史の論山部赤人」で日本大学より博士（文学）の学位を取得。
2024年定年退職。
文芸評論家の大久保典夫は岳父。

## 著書
- 『万葉史の論 笠金村』桜楓社 1987
- 『初期万葉をどう読むか』翰林書房 1995
- 『山部赤人 万葉史の論』翰林書房 1997
- 『創られた万葉の歌人-額田王』塙書房 はなわ新書 美夫君志リブレ 2000
- 『額田王 熟田津に船乗りせむと』ミネルヴァ書房 ミネルヴァ日本評伝選 2009
- 『万葉集と新羅』翰林書房 2009
- 『額田王と初期万葉歌人』コレクション日本歌人選 笠間書院 2012
- 『万葉集の読み方』翰林書房、2013

## 共著編
- 『天平万葉論』東茂美共編 翰林書房 2003
- 『初期万葉論』編 笠間書院 2007 上代文学会研究叢書
- 『おかしいぞ! 国語教科書　古すぎる万葉集の読み方』編 笠間書院 2016

## 参考
- セブンネットショッピング
- J-GLOBAL 研究者情報